# Diecéze Mymensingh
Diecéze Mymensingh je diecéze římskokatolické církve, nacházející se v Bangladéši.

## Území
Diecéze zahrnuje okresy divize Dháka: Mymensingh, Jamalpur, Kishorganj, Netrokona, Sherpur a Tangail.
Biskupský sídlem je město Mymensingh, kde se nachází hlavní chrám katedrála svatého Patrika.
Rozděluje se do 14 farností. K roku 2013 měla 75 332 věřících, 21 diecézních kněží, 15 řeholních kněží, 33 řeholníků a 106 řeholnic.

## Historie
Diecéze byla založena 15. května 1987 bulou Ex quo superno papeže Jana Pavla II. a to z části území arcidiecéze Dháka.

## Seznam biskupů
- Francis Anthony Gomes (1987-2006)
- Paul Ponen Kubi, C.S.C. (od 2006)